# Kalle-Kreis
Der Kalle-Kreis war ein Ende 1922 oder Anfang 1923 gegründeter informeller Lobby-Verein der I.G. Farben.

## Mitglieder
Folgende Mitglieder des Aufsichtsrates der IG Farben bildeten den Kalle-Kreis:
- Wilhelm Ferdinand Kalle (Vorsitzender des Kalle-Kreises, Reichstagsabgeordneter der DVP)
- Carl Bosch
- Paul Moldenhauer (Reichstagsabgeordneter der DVP)
- Hermann Hummel (Reichstagsabgeordneter der DDP)
- Clemens Lammers (Reichstagsabgeordneter des Zentrums)

## Aktivitäten
Nach Heinrich Gattineau war der Kalle-Kreis „die zentrale Verbindung zu den politischen Stellen“ in der Weimarer Republik. Der  Aufsichtsratsvorsitzende Carl Duisberg äußerte im November 1926:

„Und was ist zur Durchsetzung unserer Gedanken notwendig? Geld! Das war auch die Frage in Amerika. Und da hat man die nötigen Summen aufgebracht. Daher müssen Sie sich jetzt darüber klar sein, daß die Herren, die zusammenkommen, auch das Geld aufbringen müssen. Mit der Vernunft auf die Parteien einzuwirken, habe ich aufgegeben! Alle Schwierigkeiten lassen sich nur überwinden durch planmäßige Beeinflussung.“

Nach Aussage von Max Ilgner betrug die Gesamtsumme der verteilten Geldern 200.000 bis 300.000 Reichsmark, wovon die NSDAP nach übereinstimmender Aussage von ihm und Gattineau zehn bis fünfzehn Prozent erhalten haben soll. Kalle bestritt dies jedoch in einer eidesstattlichen Erklärung.
Im November 1931 bat der General Kurt von Schleicher um 10.000 Reichsmark für die heimliche paramilitärische Ausbildung von rechtsgerichteten Wehrverbänden, Kalle sagte sie ihm umgehend zu.
Der Kreis finanzierte auch die Frankfurter Zeitung mit mehreren hunderttausend Mark.
Georg Wagner-Kyora zitiert zur Verdeutlichung des „Industrie- und Lobbypotentials“ der IG Farben den Journalisten Helmut Wickel. Dieser schrieb 1932 in seinem Buch „I.G. Deutschland. Ein Staat im Staate“ über die Leunawerke:

„‚Das Tal der zehntausend Dämpfe’ hoch in Alaska kann nicht phantastischer aussehen, nicht mehr giftige Gase entlassen als dieses riesige Laboratorium des Farbentrustes, der heimlichen Regierung der deutschen Republik. Gerade ein Jahrzehnt ist das Werk alt, und schon gibt es kein deutsches Arbeiterkind mehr, das seinen Namen nicht kennt“